# Rotang

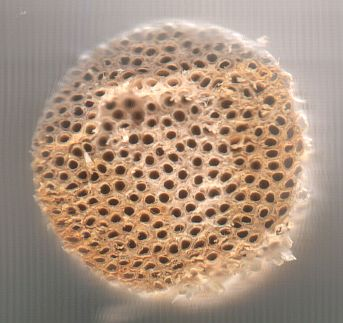
Łodyga rattanu w przekroju

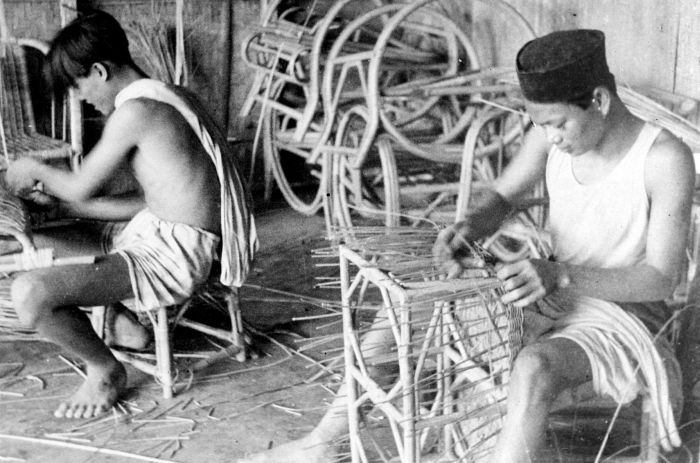
Wyplatanie mebli z rattanu

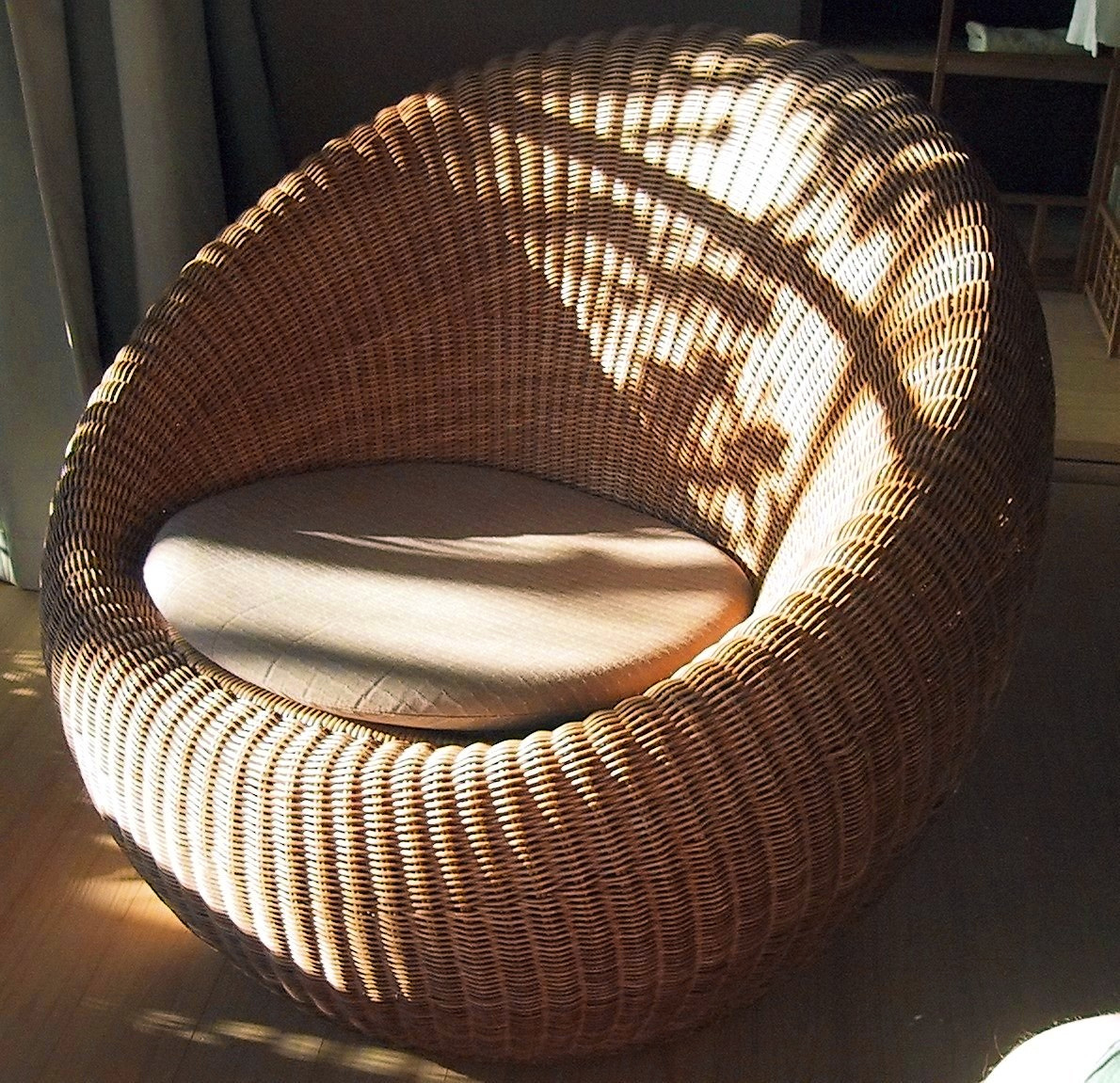
Fotel rattanowy

Rotang, rattan (malajski rotan) – ogólne określenie wielu gatunków palm pnących z rodziny arekowatych, spotykanych w lasach tropikalnych Azji Południowo-Wschodniej, a także pozyskiwanego z nich surowca, wykorzystywanego głównie w plecionkarstwie.

## Charakterystyka
Rośliny pną się wraz z młodymi drzewami w górę, a dotarłszy do strefy koronowej, gdzie gałęzie drzew się stykają, ich pnącza przenoszą się na następne drzewo. Pnącza rotangów mogą osiągać długość do 240 m. Najważniejsze rodzaje roślin określane malajską nazwą rotan to Calamus, Daemonorops i Korthalsia.

## Zastosowanie
Palmy rotangowe mają duże znaczenie gospodarcze – wykorzystywane są do wyplatania mebli i koszy, grubsze łodygi do produkcji pałeczek do instrumentów perkusyjnych, kijów do tradycyjnych sztuk walki, a także kijów do wymierzania kary chłosty w takich krajach, jak Singapur, Malezja i Brunei. Największym eksporterem rattanu jest Indonezja. Niezrównoważona eksploatacja rattanu prowadzi w niektórych krajach do degradacji lasów.
1 stycznia 2012 rząd Indonezji wstrzymał eksport tego surowca oraz wszelkich wyrobów z rotangu.